# Золотой Китат
Золотой Китат — река в Кемеровской области России. Протекает по территории Тисульского, Чебулинского, Ижморского, Кемеровского и Яйского районов.
Длина реки составляет 185 км, площадь водосборного бассейна — 2950 км². Среднегодовой расход воды в районе деревни Тихеевка — 18,2 м³/с. Впадает в реку Яю в 198 км от её устья по правому берегу. В устье — районный центр — посёлок городского типа Яя.
Река Золотой Китат — популярный объект туристского интереса для жителей Кемеровской и Томской областей. Сложность сплава по реке оценивается как туристский маршрут 1 категории сложности. Прохождение маршрута засчитывается для выполнения норматива на 3-й спортивный разряд по туризму спортивному. Наиболее популярна во время весеннего паводка. В нижнем течении реки Золотой Китат туристы часто переносят катамараны и байдарки в долину реки Алчедат, являющийся правым притоком реки Золотой Китат, и дополняют спортивную сложность сплава. Пороги на реке Алчедат имеют сложность до 3-й категории сложности. Наиболее удобный пункт для завершения сплавов — станция Яя Кемеровской железной дороги.

## Притоки
(км от устья)
- 8 км: Алчедат (пр)
- 114 км: Ампылак (пр)
- 122 км: Сухая (лв)
- 128 км: Единис (лв)
- 133 км: Кайгадат (лв)
- 135 км: Петропавловка (пр)
- 150 км: Ургадат (пр)
- 158 км: Большой Мурюк (Суразов Мурюк, Мурюк) (пр)
- 163 км: Мурюк (лв)

## Гидрология
| Средний расход воды (м³/с) реки Золотой Китат по месяцам с 1936 по 1990 гг. (замеры производились на гидрологическом посту в районе деревни Тихеевка) |

## Данные водного реестра
По данным государственного водного реестра России и геоинформационной системы водохозяйственного районирования территории РФ, подготовленной Федеральным агентством водных ресурсов:
- Бассейновый округ — Верхнеобский
- Речной бассейн — (Верхняя) Обь до впадения Иртыша
- Речной подбассейн — Чулым
- Водохозяйственный участок — Чулым от водомерного поста с. Зырянское до устья
- Код водного объекта — 13010400312115200020554